# Эдельберг, Леннарт
Йохан Лоренц Леннарт Фраас Эдельберг (дат. Johan Lorentz Lennart Fraas Edelberg, 1915—1981) — датский ботаник, географ и этнограф, исследователь флоры Афганистана.

## Биография
Леннарт Эдельберг родился в Копенгагене 19 мая 1915 года в семье Йоханнеса Фердинанда Эдельберга (1870—1949) и его супруги Йоханны Фраас (1877—1951). Учился в Копенгагенском университете, в 1943 году стал магистром естественной истории и географии. В 1944 году женился на Маргот Хансен (род. 1921).
С 1947 по 1949 год Эдельберг принимал участие в Третьей Датской Центральноазиатской экспедиции в качестве ботаника, вместе с Могенсом Кёйе занимался сбором образцов растений в Афганистане. Именно их образцы послужили базой для создания многотомной монографии К. Х. Рехингера Symbolae Afghanicae. Сам Эдельберг за этот период заложил порядка 2500 гербарных образцов. Находясь в Нуристане в продолжение девяти месяцев, Эдельберг также вёл этнографические наблюдения. В 1953—1954, а также в 1964 и 1970 годах он вновь ездил в Афганистан, уже не занимаясь ботаническими исследованиями, а сконцентрировавшись на изучении обычаев народов Нуристана.
В 1979 году по результатам многолетних наблюдений Леннарт Эдельберг выпустил книгу Nuristan.
Скончался в Рибе 11 ноября 1981 года.

## Некоторые научные работы
- Edelberg, L., Jones, S. Nuristan. — Graz, 1979. — 185 p.
- Edelberg, L. Nuristani buildings. — Moesgård, 1984. — 223 p.

## Некоторые виды, названные в честь Л. Эдельберга
- Agropyron edelbergii Melderis, 1965 [≡ Elymus edelbergii (Melderis) O.Andersson & Podlech, 1976]
- Astragalus edelbergianus Širj. & Rech.f., 1958
- Carduus edelbergii Rech.f., 1955
- Conyza edelbergii Rech.f., 1955
- Cousinia edelbergii Rech.f., 1955
- Delphinium edelbergii Rech.f. & Riedl, 1973
- Eremostachys edelbergii Rech.f., 1955
- Scutellaria edelbergii Rech.f., 1955